# Sphenaspella droseractis
Sphenaspella droseractis är en fjärilsart som beskrevs av Edward Meyrick 1934. Sphenaspella droseractis ingår i släktet Sphenaspella och familjen praktmalar, Oecophoridae. Inga underarter finns listade i Catalogue of Life.